# Astragalus paralurges
Astragalus paralurges är en ärtväxtart som beskrevs av Aleksandr Andrejevitj Bunge. Astragalus paralurges ingår i släktet vedlar, och familjen ärtväxter. Inga underarter finns listade i Catalogue of Life.